# Dennis Bemmann
Dennis Bemmann (* 1978) ist ein deutscher Unternehmer.

## Leben
Bemmann begann 1999 an der Humboldt-Universität zu Berlin ein Studium der Informatik und gründete 2000 das Deutsche Jungforschernetzwerk - juFORUM e.V., bei dem er sich als langjähriger Vorstand ehrenamtlich engagierte. 2001 wechselte er an die Freie Universität Berlin, wo er Informatik und Islamwissenschaften studierte.
Im November 2005 gründete er gemeinsam mit Ehssan Dariani das Internetportal StudiVZ, für das Bemmann als Softwareentwickler und CTO arbeitete. Anfang 2007 verkauften beide das Online-Portal für 85 Millionen Euro an die Verlagsgruppe Georg von Holtzbrinck.
Danach unterstützte er als Investor junge Technologieunternehmen mit Eigenkapital und Erfahrung. Er gründete mit Guido Sandler die Berliner Bergfürst AG; bis 2015 war er Mitglied des Vorstandes, seitdem ist er Aufsichtsratsvorsitzender. Bergfürst ist eine Handelsplattform, auf der Privatinvestoren sich mit kleinen Beträgen an Unternehmen in der Wachstumsphase beteiligen können.
Bemmann ist verheiratet. Er spricht fließend u. a. Deutsch, Englisch, Französisch, Spanisch und Esperanto.